# ستيف ماسون (لاعب هوكي الجليد)
ستيف ماسون هو لاعب هوكي الجليد كندي، ولد في 29 مايو 1988 في أوكفيل في كندا.

## وصلات خارجية
- ستيف ماسون على موقع دوري الهوكي الوطني (الإنجليزية)
- ستيف ماسون على موقع قاعة مشاهير الهوكي (لاعب أن.إتش.أل) (الإنجليزية)
- ستيف ماسون على موقع EliteProspects.com (الإنجليزية)
- ستيف ماسون على موقع Eurohockey.com (الإنجليزية)
- ستيف ماسون على موقع HockeyDB.com (الإنجليزية)
- ستيف ماسون على موقع Hockey-Reference.com (الإنجليزية)